# الخويتلة (الرقة)
الخويتلة قرية سورية تتبع ناحية سلوك في منطقة تل أبيض في محافظة الرقة. بلغ عدد سكانها 1580 نسمة في عام 2004 حسب إحصاء المكتب المركزي للإحصاء.